# Habitatge al carrer Cruera, 13 (Tortosa)
L'Habitatge al carrer Cruera, 13 va ser una obra del municipi de Tortosa (Baix Ebre) inclosa en l'Inventari del Patrimoni Arquitectònic de Catalunya. Va ser enderrocat l'estiu de l'any 2015.

## Descripció
Es tractava d'una casa entre mitgeres que té la façana al carrer de Creuera i s'obre per la part posterior al riu Ebre i a l'Avinguda Felip Pedrell. Constava de planta baixa i quatre pisos, a sobre dels quals hi ha terrat. A la façana, hi havia una botiga a la planta baixa, oberta mitjançant una porta allindanada. El parament era de grans carreus de pedra. Els pisos s'obrien cadascun amb tres balcons de base de pedra sostinguda per mènsules decoratives. El mur es trobava arrebossat i pintat de groc simulant carreus. L'escala d'accés als pisos era de tres direccions o a la catalana, i amb una llum central bastant gran.
La part posterior, que mira al riu, s'obria només mitjançant galeries en el segon, tercer i quart. Els dos primers es componien de dos finestrals de mig punt de fusta amb arc en ventall, i en el superior eren obertures quadrades i més petites.

## Història
El sector en el qual s'aixeca aquesta casa i les veïnes no va ser construït fins al segle xix. A l'edat mitjana, en aquest lloc hi havia un cementiri que separava la Catedral del riu, i que encara apareix documentat en el segle xvii.
Fins al segle xx la part posterior d'aquestes construccions donava directament al riu. Aquest tram de l'avinguda de Felip Pedrell, sobre terrenys guanyats artificialment a les aigües, va ser construïda durant el franquisme.
L'espai alliberat per aquest edifici i altres de veïns és un jaciment arqueològic de gran interès.